# 德国统一共产党
德国统一共产党（德語：Vereinigte Kommunistische Partei Deutschlands，缩写为VKPD）是德国共产党从1920年12月起使用近两年的名称。此前，德国独立社会民主党中的左翼主流派决定加入共产国际，并随之并入其德国支部——德国共产党。这一合并发生在德国十一月革命结束后，当时德国独立社会民主党仍具有一定的政治影响力。然而，即便德国共产党扩大为德国统一共产党，党内仍存在严重的派系斗争。该党主席保罗·列维的领导地位受到党内争议，但他在克拉拉·蔡特金等人的支持下仍具有一定影响力。当时在党内占主导地位的政治路线是得到共产国际支持的“进攻战略”，列维和蔡特金批评其为“冒险主义”。1921年2月，列维因此辞去党主席职务；同年3月，他公开反对三月行动，并拒绝撤回对德国统一共产党和共产国际领导层的批评，最终在格里戈里·季诺维也夫等共产国际领导人的推动下被开除党籍。1920年代初，该党在革命起义和议会斗争之间摇摆不定。例如，它曾在图林根和福格特兰地区领导革命起义，同时又在1923年的萨克森和图林根地方政府中与德国社会民主党组成联合政府。列维被开除后，他与恩斯特·多伊米希等人创建短暂存在的共产主义工作团体，随后该组织并入德国独立社会民主党。1922年，德国独立社会民主党再次发生分裂，列维与大部分成员回归德国社会民主党。与此同时，德国统一共产党也恢复原名“德国共产党”。